# Левица (Северна Македония)
„Левицата“ (на македонска литературна норма: Левица) е лява политическа партия в Северна Македония.

## Основаване и идеология
Партията се формира през 2015 г. от трите основни движения: Комунистическата партия на Македония, движението „Солидарност“ и движението за социална справедливост „Ленка“, към което принадлежи парламентарният лидер на партията Димитър Апасиев.
Самоопределя се като партия, отстояваща правата на трудещите се и социалната справедливост и противопоставяща се на „междуетническите бариери“ и етническия национализъм. В устава си като основни ценности са посочени „движението към социализма“, левият патриотизъм, антиимпериализмът и секуларизмът. Вътрешно партията заявява намеренията си да се структурира
по принципите на демократическия централизъм.